# Kinky Station
Albums de Baco
Martyr's Blues
(2003)
Kinky Station est l'album studio du chanteur français d'origines mahoraise et malgache Baco, sorti en 2010 en collaboration avec Hiriz Band.

## Titres
1. Kinky Station 3:25
2. One and One (feat. Dominique Briki) 3:49
3. All In Dis 4:02
4. Mon Nom Est Personne 4:10
5. Ange & Demone (feat. Nicolle Rochelle) 3:59
6. Kewu 3:30
7. Holy Train 3:51
8. Tout Le Monde 2:42
9. Bwana Ali (feat. Seyni Mbongi) 4:04
10. Reggae New Year (feat. Dominique Briki)  3:49
11. Lover (feat. Nassim Boina) 3:29
12. Peace Of Art (feat. Nicolle Rochelle) 3:53
13. Dread Natty 3:43
14. Art'O 6:10
15. Funk In Mamoudzou / Out 2:00

## Musiciens
- Voix, guitare - Baco
- Voix - Valérie & Marie-Paule Tribord, Monique Wadja KoKo
- Basse - Aboubass
- Batterie - Pena "Fayadub"
- Percussions - Thomas Ostrowiecky